# 暴牙龜
暴牙龜（ 日語：出歯亀）是明治时代一件的殺人事件中被逮捕的凶手的绰號，後來演變成用来形容偷窺狂的俗語,亦可用来形容好色的男性。
这句话在事件發生後成為流行语 ，并衍生出具有相關含意的派生词
在日語中, 該俗語亦可寫作「出ッ歯亀」  
根據學者齌藤光 在 2004 年發表的一篇文章，該俗語較少被年輕人採用。